# Alcathoe altera
Alcathoe altera är en fjärilsart som beskrevs av Ludwig Zukowsky 1937. Alcathoe altera ingår i släktet Alcathoe och familjen glasvingar. Inga underarter finns listade i Catalogue of Life.